# 河南源兵卫
河南源兵卫（日语：／），原名蓝会荣，是日本江户时代前期的武士、商人，出身于大明河南。

## 生平
河南源兵卫本名蓝会荣，曾是明政府的官员，因明末女真入侵而避难至琉球。当时琉球从属于日本萨摩藩:12，因为他能够鉴别商品，并且通汉语，萨摩藩招纳其为武士，许其苗字带刀的权利，令其担任唐通词（翻译）。

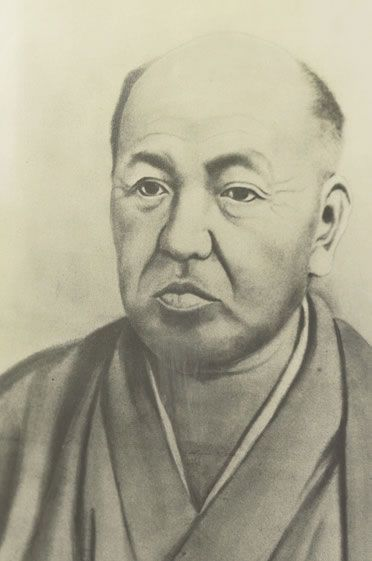
第七代河南源兵卫

河南源兵卫在宽永前期（不早于1624年）移居到萨摩。他故乡为河南，故而以河南为苗字。萨摩藩赐予他300石的知行，领地在阿久根。他的长子作为武士继承了河南家；而次子则继承了商人的身份，作为海运贸易相关的商人，代代家主都袭名河南源兵卫。河南家作为富商一直延续到幕末，最后在幕末的社会变动中没落。:13,14